# Nivomat
Een Nivomat  is een belastinggecorrigeerde luchtvering, die zichzelf instelt naar de belasting van een motorfiets. 
Het systeem werd ontwikkeld door Boge in samenwerking met BMW. De Nivomat heeft een constante veerwerking, maar als een duopassagier op de motor zit of als er bagage wordt meegenomen stelt de vering zichzelf na enkele veerbewegingen in op het nieuwe gewicht. Het systeem werd geïntroduceerd door BMW in 1980.